# Shaki, Nigeria
Shaki este un oraș din statul Oyo, în vestul Nigeriei.